# A.C. Milan w sezonie 1992/1993

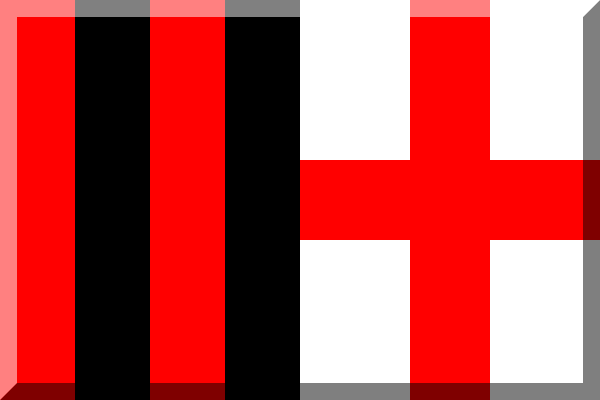
Klubowe barwy Milanu

Osiągnięcia i skład piłkarskiego zespołu A.C. Milan w sezonie 1992/93.

## Osiągnięcia
- Serie A: 1. miejsce
- Puchar Włoch: odpadnięcie w 1/2 finału
- Superpuchar Włoch: zwycięstwo
- Puchar Mistrzów UEFA: porażka w finale

## Podstawowe dane
- Oficjalna nazwa klubu: Associazione Calcio Milan
- Siedziba klubu: Via F. Turati 3
- Boisko: San Siro
- Prezes klubu:  Silvio Berlusconi
- Trener zespołu:  Fabio Capello
- Kapitan drużyny:  Franco Baresi

## Skład zespołu
Bramkarze:
| Włochy | Francesco Antonioli |
| Włochy | Carlo Cudicini      |
| Włochy | Sebastiano Rossi    |
| Włochy | Massimo Samsa       |

Obrońcy:
| Włochy | Franco Baresi         |
| Włochy | Giuseppe Cardone      |
| Włochy | Alessandro Costacurta |
| Włochy | Filippo Galli         |
| Włochy | Enzo Gambaro          |
| Włochy | Paolo Maldini         |
| Włochy | Stefano Nava          |
| Włochy | Mauro Tassotti        |
| Włochy | Martino Traversa      |

Pomocnicy:
| Włochy    | Demetrio Albertini |
| Chorwacja | Zvonimir Boban     |
| Włochy    | Fernando De Napoli |
| Włochy    | Roberto Donadoni   |
| Włochy    | Stefano Eranio     |
| Włochy    | Alberigo Evani     |
| Holandia  | Ruud Gullit        |
| Włochy    | Christian Pallanch |
| Holandia  | Frank Rijkaard     |
|           | Dejan Savićević    |

Napastnicy:
| Holandia | Marco van Basten     |
| Włochy   | Constantino Borneo   |
| Włochy   | Davide Dionigi       |
| Włochy   | Gianluigi Lentini    |
| Włochy   | Giacomo Lorenzini    |
| Włochy   | Daniele Massaro      |
| Francja  | Jean-Pierre Papin    |
| Włochy   | Giovanni Maria Rassu |
| Włochy   | Aldo Serena          |
| Włochy   | Marco Simone         |

### Transfery w sesji zimowej
Odeszli:
- Constantino Borneo (do Olbii)
- Massimo Samsa (do Triestiny)